# Aurotalis nigrisquamalis
Aurotalis nigrisquamalis là một loài bướm đêm trong họ Crambidae.